# Kaprouni
Řád kaprouni (Amiiformes) je reliktní skupina dravých severoamerických sladkovodních mnohokostnatých ryb. Do r. 2022 byl do řádu řazen jediný recentní druh, kaproun obecný (Amia calva), ale studie založené na morfologických i molekulárních datech ukázaly, že existuje několik podobných, ale přesto rozlišitelných druhů kaprounů, z nichž jeden, A. ocellicauda byl ve zmíněném roce 2022 znovu zaveden jakožto samostatný druh (do té doby byl tento taxon považován za synonymní s kaprounem obecným). Patrně existují ještě minimálně dva další, dosud (v r. 2023) nepopsané druhy.
Kaprouni mají protáhlé nízké tělo (dorůstají délky až přes 1 m), relativně dlouhou hřbetní ploutev, jejíž vlnění umožňuje kaprounům pomalý pohyb vpřed i vzad, dále tenké, původně ganoidní šupiny se silně redukovanou vrstvou ganoinu (natolik, že jsou někdy označovány za šupiny cykloidní). Ocasní ploutev je přechodem mezi homocerkním a heterocerkním typem, v zásadě jde o zkrácenou heterocerkní ploutev (z vnějšku připomíná homocerkní ploutev, ale její vnitřní stavba odpovídá spíše ploutvi heterocerkní). Kyslík přijímají nejen žábrami, ale také pomocí prokrveného plynového měchýře.

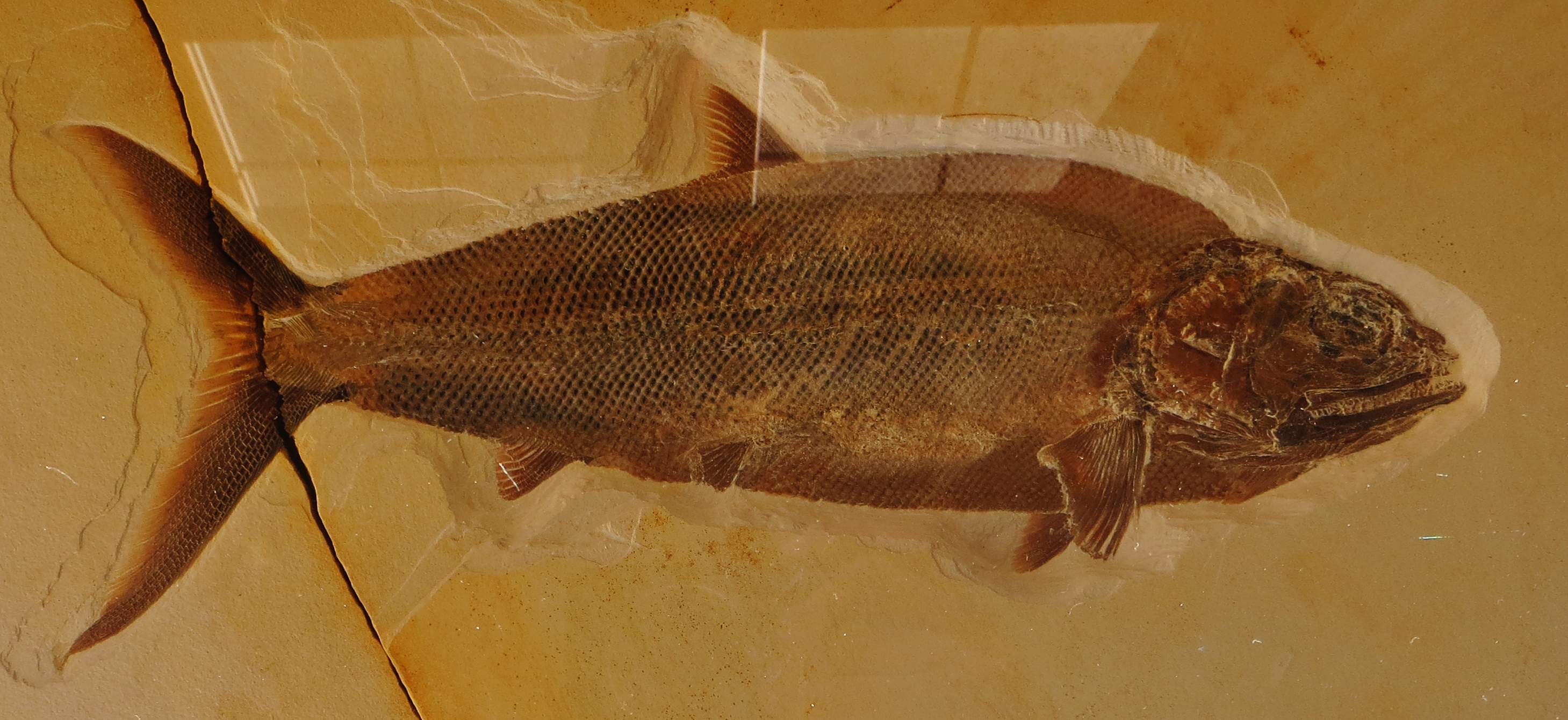
Caturidae jsou bazální čeledí řádu kaprouni

Kromě kaprounů patří do tohoto řádu řada fosilních taxonů. Vymřelí zástupci nejbližší kaprounům jsou s nimi řazeni do čeledi kaprounovití (ta je potom v rámci paleontologických studií definována na základě osteologických znaků, konkrétně na základě stavby obratlů). Typicky šlo o sladkovodní ryby, vzácně i mořské, jejichž bohatý fosilní záznam pochází z třetihor a druhohor, nejstarší z nich (rod Amiopsis) jsou z jury. Kaprounovití měli kosmopolitní rozšíření: jejich fosilie jsou známy ze všech kontinentů s výjimkou Antarktidy. Někteří zástupci dosahovali značných rozměrů (kolem 2 m, Maliamia gigas snad až 3,5 m). Další fosilní zástupci řádu jsou řazeni do samostatných čeledí: Sinamiidae (raná křída), Liodesmidae (raná jura) a Caturidae (trias až křída).
Řád kaprouni je vzhledem k četným fosilním zástupcům definován relativně detailními kosterními znaky jako je snížený počet osifikovaných neurálních oblouků ocasních obratlů nebo ztráta některých lebečních kůstek (opisthoticum a pteroticum v oblasti vnitřního ucha). Spolu s dalšími čistě fosilními řády (Parasemionotiformes a Ionoscopiformes) je pak řazen do skupiny Halecomorphi, která zahrnuje všechny ryby fylogeneticky bližší kaprounům než kostlínům. Spolu s ostatními zástupci Halecomorphi sdílí kaprouni několik dalších znaků, z nichž nejvýraznější je podíl kosti symplecticum na stavbě čelistního kloubu.
V některých studiích byli kaprouni (resp. Halecostomi) považováni za sesterskou skupinu kostnatých ryb (Teleostei), ale rozsáhlé fylogenetické studie podporují jejich sesterský vztah ke kostlínům (resp. širší skupině Ginglymodi zahrnující i vymřelé řády blízké kostlínům). Společně pak tyto skupiny tvoří infratřídu mnohokostnatí (Holostei).